# Castañuela
Castañuela é um município da República Dominicana pertencente à província de Monte Cristi.
Sua população estimada em 2012 era de 14 878 habitantes.